# Danny Davis (Jazzmusiker)
Danny Davis war ein amerikanischer Jazzmusiker, der sowohl als Altsaxophonist und Flötist als auch als Klarinettist und Perkussionist tätig war.
Davis, über dessen Leben nur wenig bekannt ist, gehörte von den frühen 1960er bis in die 1980er Jahre zum Arkestra von Sun Ra, wo er neben Marshall Allen einer der Hauptsolisten war. Mit Sun Ras Ensemble tourte er weltweit und war zwischen 1963 und 1985 an zahlreichen Alben beteiligt, erstmals auf LPs wie What's New? und When Sun Comes Out. 1985/86 arbeitete er im Trio mit Peter Kowald und japanischen Musikern wie Takashi Kazamaki und legte unter eigenem Namen das Album Atmosphere vor. Der Diskograf Tom Lord verzeichnet 124 Aufnahmen zwischen 1962 und 1987, zuletzt mit dem Sun Ra Arkestra auf der Kompilation Bratislava Jazz Days 1987.

## Diskographische Hinweis
- ダニー・デイビス ・ 風巻隆: Atmosphere (Fool 1985)
- Danny Davis, Takehisa Kosugi, Peter Kowald: Global Village Suite Improvised (FMP 1988)[4]
- Global Village Suite Improvised / Atmosphere (Affordable Tangible Media 2024, mit Peter Kowald und Takehisa Kosugi bzw. Takashi Kazamaki)